# Jägerbataillon 17 (Bundesheer)

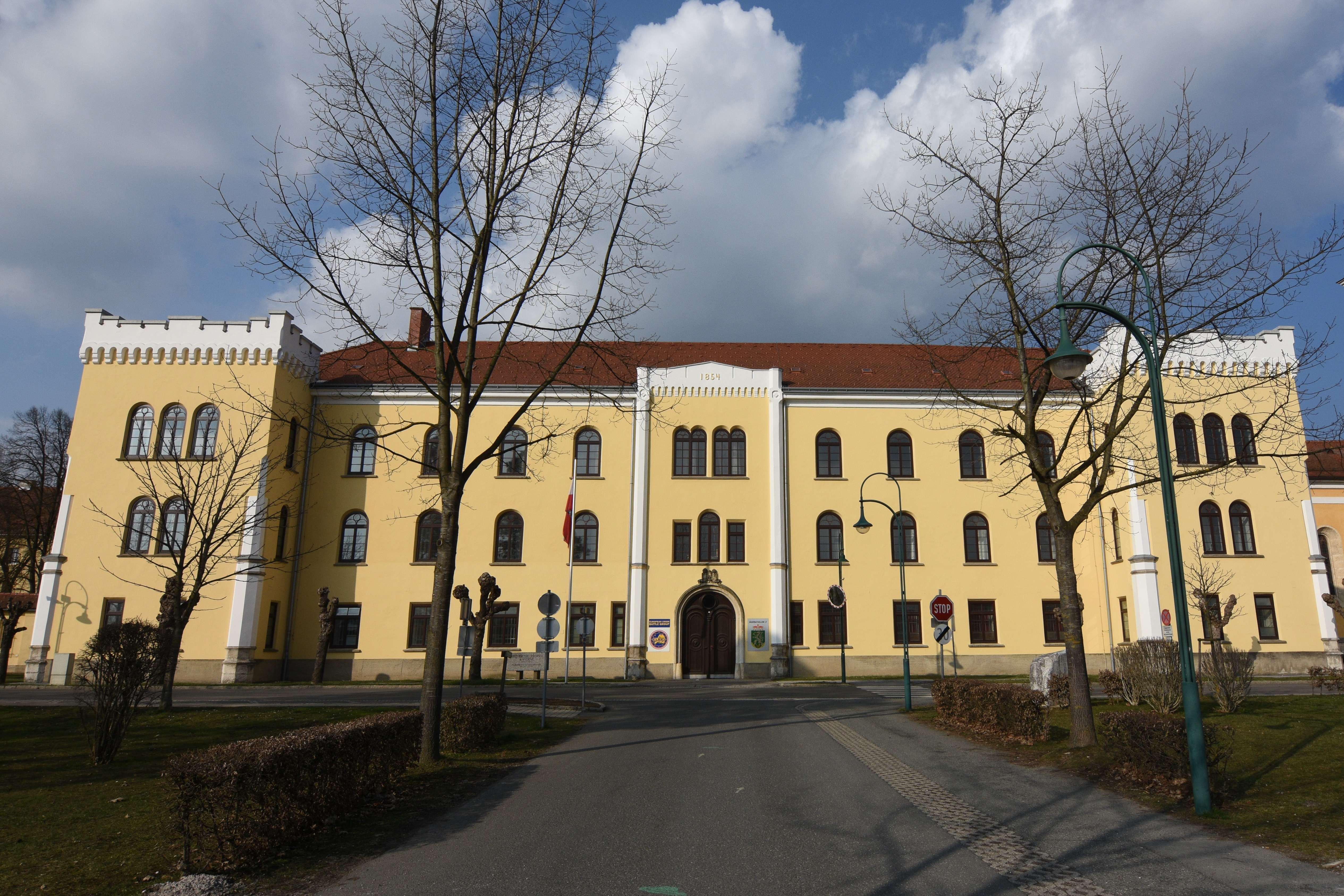
Jägerbataillon 17 (Bundesheer) Straß in Steiermark

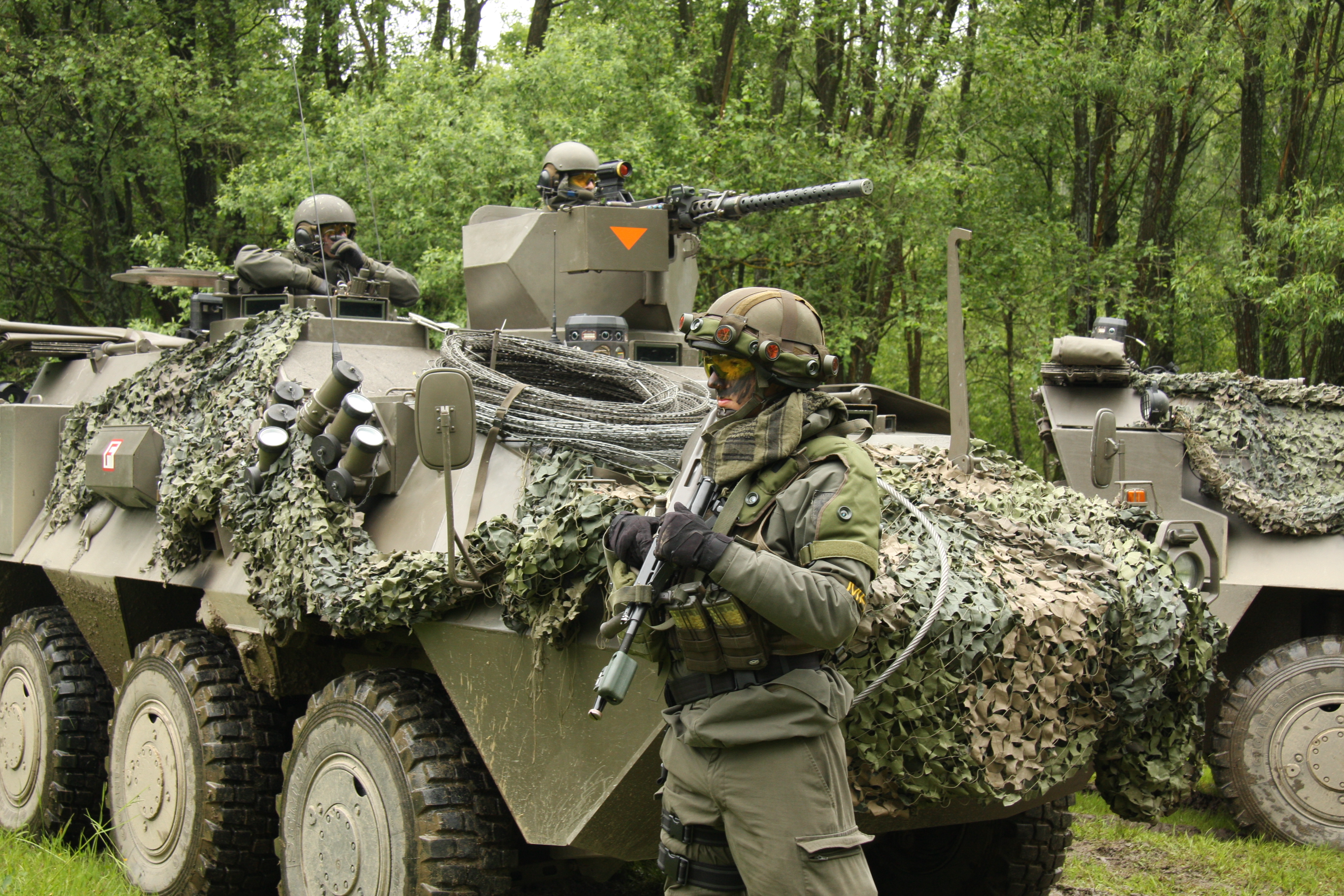
Soldaten und Pandur-Radpanzer des JgB 17 während der multinationalen Verbandsübung „EURAD 13“

Das Jägerbataillon 17 (JgB 17) ist der einzige gepanzerte Jägerverband des österreichischen Bundesheeres. Das Bataillon ist in der Erzherzog-Johann-Kaserne in Straß, Steiermark, stationiert.

## Geschichte
Die Geschichte einer Garnison in Straß reicht auf das Jahr 1852 zurück, als das Schloss Straß als k.u.k-Kadettenanstalt verwendet wurde. Ab 1875 wurde das Gebäude als Kaserne für Kampfeinheiten (Artillerie, Dragoner), zwischen 1896 und 1904 wieder als Infanterie-Kadettenschule und anschließend bis zum Ende des Ersten Weltkrieges 1918, als Militär-Unterrealschule genutzt. Während des Zweiten Weltkrieges diente das Schloss Straß als Reserve-Lazarett der Wehrmacht. Zunächst als Flüchtlingslager unter britischer Verwaltung stehend, erfolgte mit 1. Dezember 1951 die Installierung einer Gendarmerieschule in der Kaserne.
Mit dem Abschluss des Staatsvertrages 1955 wurde die Gendarmerieschule überleitend in die provisorische Grenzschutz-Abteilung 3 umgewandelt.
Das Steirische Feldjägerbataillon Nr. 17 unter Major A. Lohmer entstand am 1. Mai 1956 aus der 3. und 4. Unterabteilung dieser Grenzschutz-Abteilung. Im Dezember 1962 erfolgte die Umgliederung zum Jägerbataillon 17. Am 15. Mai 1967 wurde die Schlosskaserne aufgrund des Traditionserlasses von Verteidigungsminister Georg Prader, in Erzherzog-Johann-Kaserne umbenannt. Zudem wurde die Traditionspflege des „Steirischen Alpenjägerregiments Feldmarschall Daun Nr. 9“ übernommen.
Im Januar 1979 wurde das JgB 17 in die Verbände des Landwehrstammregimentes 53 (LWSR 53) übergeleitet. Dieses war für die materielle und personelle Aufstellung, Erhaltung und Verwaltung von einem Ersatzregiment, einem mobilen Jägerbataillon, zwei Landwehrbataillonen und sieben unmittelbar nachgeordneten Kompanien verantwortlich. Aufgrund der „Heeresgliederung NEU“ (1992 bis 1994) wurde das LWSR 53 in das Jägerregiment 5 bzw. die 5. Jägerbrigade umgegliedert.
1997 wurden die ersten Mannschaftstransportpanzer Pandur nach Straß ausgeliefert und machten die Garnison somit zum ersten und einzigen Jägerverband, der mit diesen Fahrzeugen ausgerüstet wurde.
Im April 1998 rückten in Straß die ersten weiblichen Freiwilligen des Bundesheeres ein. 1999 wurde in Straß das erste österreichische Kontingent für den Einsatz im Kosovo aufgestellt (AUCON1/KFOR). Im selben Jahr erfolgte auch die Rückbenennung in Jägerbataillon 17 und die Eingliederung in die 1. Jägerbrigade.
Seit 2004 stellt das JgB 17 eine Jägerkompanie als Kaderpräsenzeinheit (KPE) für die Kräfte für internationale Operationen (KIOP). Nach Auflösung der 1. Jägerbrigade im Jahr 2005, folgte die Eingliederung des Bataillons in die 7. Jägerbrigade. Am 30. September 2008 wurde die zweite Kompanie aus der Mickl-Kaserne in Bad Radkersburg nach Straß verlegt. 2011 folgte die erste österreichische Teilnahme an einer EU Battlegroup. Seit dem 1. Oktober 2018 ist das JgB 17 Teil der 3. Jägerbrigade.

## Einsätze

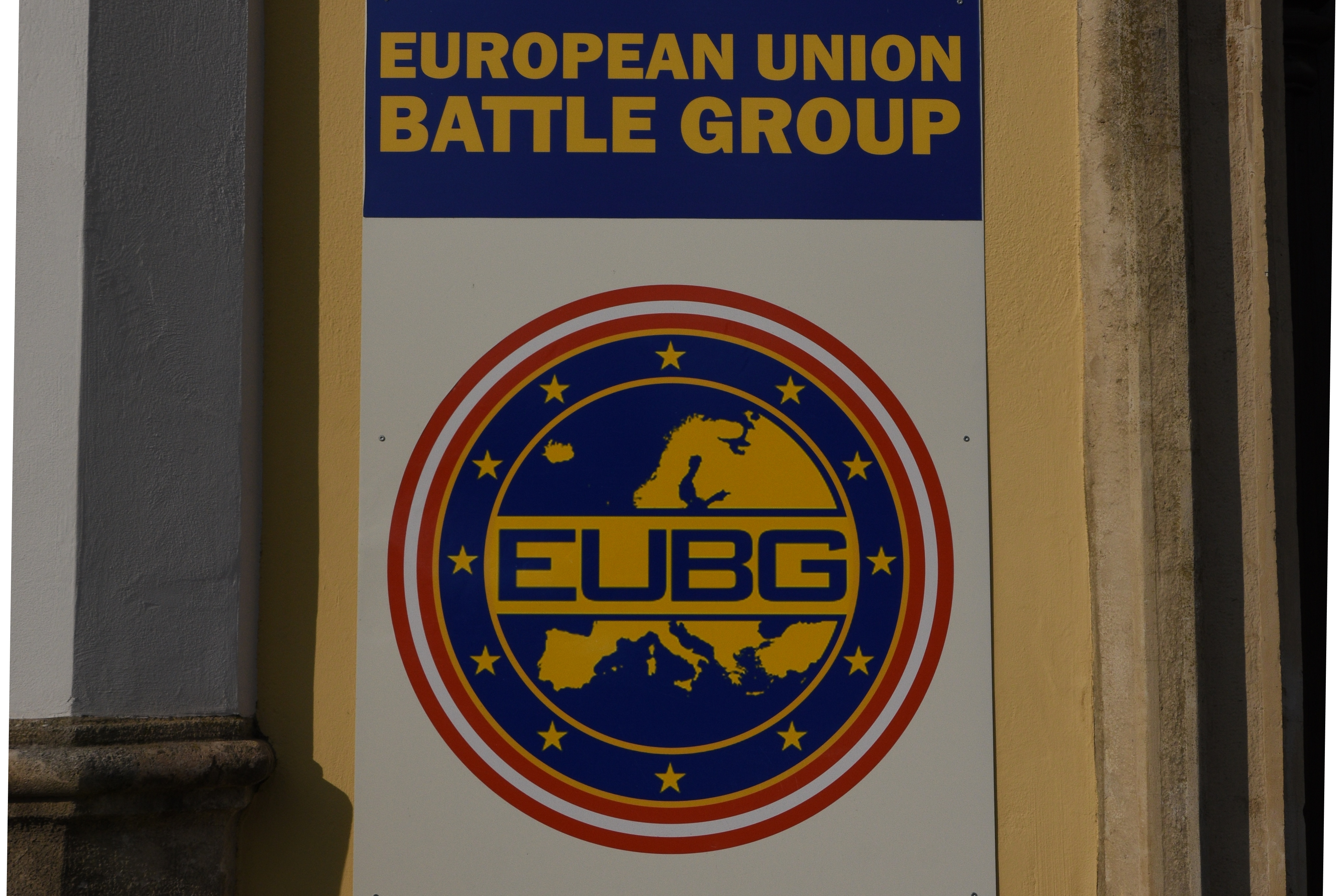
Jägerbataillon 17 (Bundesheer) EUBG

Die Soldaten des Jägerbataillons 17 waren bei allen wichtigen Einsätzen des Bundesheeres dabei:
- Oktober 1956: Alarmierung und Grenzsicherungseinsatz aufgrund des ungarischen Volksaufstandes.
- 1967: Sicherheitspolizeilicher Einsatz im Raum Landeck an der italienischen Staatsgrenze, um Terroranschlägen des BAS vorzubeugen.
- 1968: Alarmierung aufgrund der ČSSR-Krise.
- Juni/Juli 1991: Wegen des slowenischen Unabhängigkeitskrieges wurde die Garnison Straß erneut alarmiert und übernahm unter Führung von Oberstleutnant Josef Paul Puntigam die Verantwortung über die eingesetzten Truppen der Grenzsicherung bis zur Teilung in zwei Sicherungsbereiche. Das Bataillon übernahm anschließend den Abschnitt zwischen Soboth und burgenländischer Grenze.
- bis 2011: Beteiligung am Assistenzeinsatz Grenzraumüberwachung.
- Einsatz an den Grenzübergängen Spielfeld und Bad Radkersburg während der Flüchtlingskrise 2015

Zudem wurden bereits Auslandseinsätze in Afghanistan, Tschad, Syrien, Libanon, Kosovo sowie Bosnien und Herzegowina absolviert.

## Ausrüstung
Als Jägertruppe verfügt das Bataillon über sämtliche Standardinfanteriewaffen des Bundesheeres und ist darüber hinaus mit Panzerabwehrlenkwaffen (BILL) und schweren Granatwerfern (sGrW 86) ausgerüstet. 

## Partner
Militärischer Partner des Jägerbataillons 17 sind der Milizverband Jägerbataillon Wien 2 „Maria Theresia“ und das deutsche Panzergrenadierbataillon 371 aus Marienberg (Sachsen). Ziviler Partner ist die Steiermärkische Bank und Sparkassen AG. Im September 2016 ging das Bataillon eine Partnerschaft mit der General Dynamics European Land Systems-Steyr GMBH ein.

## Weiteres
Die Einheit verfügt mit „Der Panther“ über eine eigene Truppenzeitung. Zudem veranstaltet das Bataillon jährlich ein Sommerfest.